# Eulimnadia stoningtonensis
Eulimnadia stoningtonensis är en kräftdjursart. Eulimnadia stoningtonensis ingår i släktet Eulimnadia och familjen Limnadiidae. Inga underarter finns listade i Catalogue of Life.